# Majosháza, Pesta
Majosháza  este un sat în districtul Szigetszentmiklós, județul Pesta, Ungaria, având o populație de 1.476 de locuitori (2011). 

## Demografie
Componența etnică a satului Majosháza
     Maghiari (95,37%)
     Germani (1,64%)
     Romi (1,28%)
     Necunoscut (0,93%)
     Alții (0,78%)
Componența confesională a satului Majosháza
     Reformați (29,81%)
     Romano-catolici (18,97%)
     Fără religie (16,33%)
     Atei (1,15%)
     Necunoscută (31,98%)
     Alte religii (4,34%)
Conform recensământului din 2011, satul Majosháza avea 1.476 de locuitori. Din punct de vedere etnic, majoritatea locuitorilor (95,37%) erau maghiari, existând și minorități de germani (1,64%) și romi (1,28%). Apartenența etnică nu este cunoscută în cazul a 0,93% din locuitori. Nu există o religie majoritară, locuitorii fiind reformați (29,81%), romano-catolici (18,97%), persoane fără religie (16,33%) și atei (1,15%). Pentru 31,98% din locuitori nu este cunoscută apartenența confesională.